# Петрив, Владимир Юлианович
Владимир Юлианович Петрив (род. 29 января 1962) — советский и украинский театральный деятель, директор и художественный руководитель Ровенского областного академического украинского музыкально-драматического театра, заслуженный артист Украины (1997), народный артист Украины (2009), лауреат национальной премии Украины имени Тараса Шевченко (2008).

## Биография
Родился 29 января 1962 года на Ивано-Франковщине в селе Старый Мартынов.
Образование высшее: окончил Киевский государственный институт театрального искусства им. И. Карпенко-Карого (класс В. И. Зимней) и Украинскую академию государственного управления при президенте Украины.
В Ровенском областном украинском музыкально-драматическом театре с 1985 года, сначала как драматический актер, а с 1997 года — директор, художественный руководитель театра.
Владимир Петрив снимался в фильмах киевской киностудии им. А. Довженко: «Ещё до войны», «Водоворот», «Купальские былины», «Украина в огне» и других.
Значимой в жизни артиста стала роль Богдана Хмельницкого в спектакле «Берестечко» по историческому роману Лины Костенко. При её создании в марте 2008 года вместе с режиссёром-поставщиком Александром Дзекуном он получил Национальную премию Украины имени Тараса Шевченко.
Как режиссёр Владимир Петрив осуществил постановку ряда спектаклей Ровенского областного академического украинского музыкально-драматического театра. Среди них «Соперники». Манохина, «Мария Тюдор» Гюго, «Откровение от Иоанна» А. Крыма, «Последний срок». Распутина, «Ненормальная» Н. Птушкиной, «Калека с острова Инишмаан» Мартина Макдонаха и другие. Большинство из них отмечены наградами жюри украинских и международных театральных фестивалей.
Творческую работу Владимир Петрив совмещает с педагогической. Он профессор Словацкой академии искусств (г. Банска Быстрица, Словакия) и работает с курсом студентов Ровенского государственного гуманитарного университета.